# Bauverein der Elbgemeinden
Der Bauverein der Elbgemeinden (BVE) ist die größte Wohnungsbaugenossenschaft in Hamburg. Er wurde am 11. August 1899 gegründet und hatte Ende 2019 14.116 Wohnungen und 22.253 Mitglieder.

## Wohnungsbestand

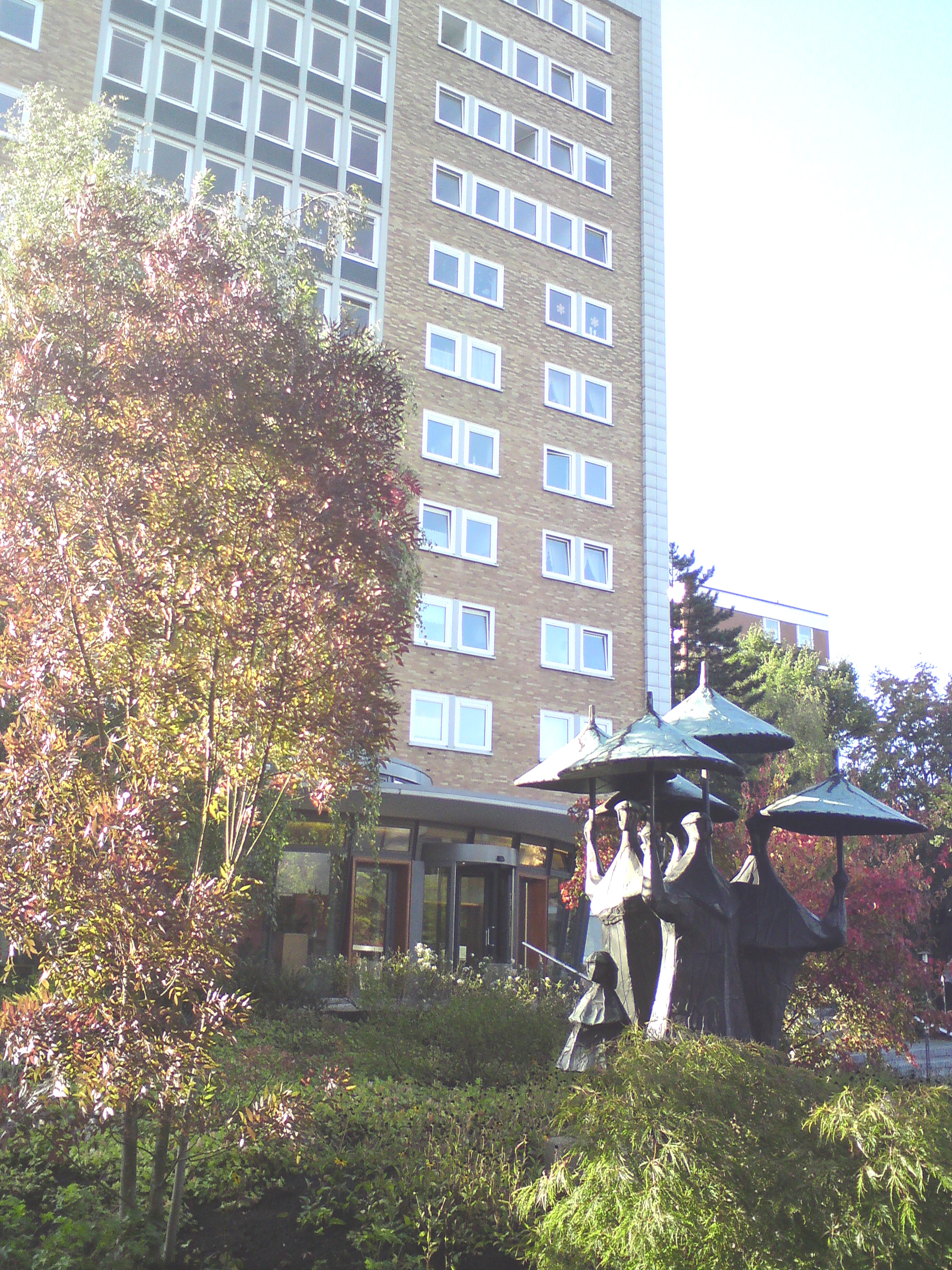
Verwaltung des Bauvereins der Elbgemeinden in Sülldorf.

Das Kerngebiet des Wohnungsbestandes des BVE liegt in Hamburgs Westen, u. a. in den Stadtteilen Iserbrook und Sülldorf. In Sülldorf, in der Straße Heidrehmen nahe dem S-Bahnhof Iserbrook, befindet sich auch die Zentrale des Wohnungsunternehmens. Die Genossenschaft verfügt aber mittlerweile über Wohnungen in allen Bezirken Hamburgs sowie in Norderstedt, Pinneberg und Seevetal.

## Veröffentlichungen
- Kurt Grobecker: 100 Jahre BVE. Die 100jährige Chronik, Verlag und Druck Albert Nienstedt, Hamburg 1999